# Pyrausta acrobasella
Pyrausta acrobasella is een vlinder van de familie van de grasmotten (Crambidae). De wetenschappelijke naam van deze soort is voor het eerst voorgesteld als Rhodophaea acrobasella door Hans Rebel in een publicatie uit 1915.
De soort komt voor in Samoa.